# Сиротка (Минская область)
Сир́отка (бел. Сіро́тка) — деревня в Пуховичском районе Минской области Беларуси. Входит в состав Блонского сельсовета.

## Климат
Климат здесь умеренный, с теплым летом и мягкой зимой. Средняя температура января — минус 6,8 °c, июля-плюс 17,5 ° C. Зимой преобладают южные ветры, летом-восточные и северо-восточные. Средняя скорость ветра 3 м/сек. Годовое количество осадков 550-650 мм.

## История

### Под властью Российской империи
В 1917 году упоминается как фольварк в Пуховичской волости Игуменском уезде Минской губернии.

### Новейшее время
В Первую мировую войну в февраля — декабре 1918 года была оккупирована войсками кайзеровской Германии.
25 марта 1918 года согласно с Третьей Уставной грамотой деревня была провозглашена частью Белорусской Народной Республики. С 1 января 1919 года в соответствии с постановлением I съезда КП(б)Б деревня вошла в состав БССР.
В августе 1919 года — июле 1920 года деревня находилась под польской властью.
Согласно переписи 1926 года являлась посёлком.
Во время Второй мировой войны с конца июня 1941 г. до начала июля 1944 г. оккупирована немецкими войсками.

## Население
- 1917 год — 1 двор, 29 жителей
- 1926 год — 15 дворов, 59 жителей
- 1 января 2002 года — 1 двор, 1 житель